# Gurwin-II TechSat
Гурвин-II ТекСат (ивр. גורווין טכסאט 2‎, англ. Gurwin-II TechSat, TechSat-1b или Gurwin TechSat 2) — израильский микроспутник, созданный в Израильском технологическом институте, один из первых спутников, созданный силами студентов. Название по серии орбитальных спутников радиолюбительской связи — Gurwin-OSCAR 32 или GO 32.
Запущен 11 июля 1998 года ракетой Зенит-2 с космодрома Байконур. Стабильная радиосвязь со спутником наладилась на следующем витке полёта после старта и была устойчивой в течение 12 лет.

## Описание
Гурвин-II ТекСат относится к классу микроспутников, имея массу в 48 кг. Стоимость разработки, производства, тестирования, наземных средств управления, предзапускового/запускового обслуживания и 7 лет полётного сервиса составляла 5 млн долл. С 1993 года спутник создавали студенты факультета Аэронавтики при Израильском технологическом институте. Производство и наземные испытания заняли 30 месяцев, когда как общее время от идеи до воплощения заняло 7 лет. Начало разработок совпало с распадом СССР, вследствие чего много опытных инженеров и учёных, иммигрировавших из стран СНГ в Израиль, было вовлечено в команду разработчиков наряду со студентами Техниона. Микроспутник сочетал в себе компактность с высокой производительностью и гибкостью, характерными для крупногабаритных спутников. На примере миссии данного аппарата было продемонстрировано, что значительное уменьшение массы, габаритов и потребляемой энергии может быть достигнуто без какого-либо ухудшения базовых характеристик спутников, таких как время работы аппарата на орбите, эффективность энергопотребления, точность измерений и т. п.
Вследствие неудачного запуска было дано новое имя аппарату: Gurwin-II TechSat (TechSat 1b, OSCAR 32, GO 32, COSPAR 1998-043D) в честь спонсора Д. Гурвина вместо TechSat 1 (OSCAR 29, GO 29, COSPAR 1995-F02).

## Запуск
Первая попытка запуска микроспутника была осуществлена в 9:00:00 UTC 28 марта 1995 года ракетой-носителем Старт со стартового комплекса Плесецк 158, но запуск оказался неудачным и все спутники в качестве полезной нагрузки были уничтожены. Совместный запуск совершали мексиканский Unamsat-1 и российский ЕКА микроспутники.
Вторая попытка запуска заново произведённого спутника произошла в 06:30 UTC 10 июля 1998 года ракетой-носителем Зенит-2 со стартовой площадки Байконур 45/1 совместно с пятью микроспутниками:
российским Ресурс-О1 № 4,
таиландо-британским TMSat 1,
чилийско-британским FASat-Bravo,
немецко-бельгийским Safir 2 и
австралийским WESTPAC 1.
Запуск прошёл успешно.

## Задачи
Целью запуска микроспутника были долгопериодические эксперименты и сравнение параметров оборудования с контрольными приборами на Земле.

## На орбите
Сразу после запуска системы питания, ориентации, связи, терморегулирования и бортовой компьютер работали стабильно во всех возможных режимах работы. Не было отмечено существенных сбоев и неполадок как системы в целом, так и отдельных модулей.
Связь со спутником устанавливалась ежедневно утром и вечером — моменты наилучших условий для осуществления радиоканала.
В течение полёта была отмечена деградация орбиты по высоте: −0,5 км/год из-за влияния атмосферы и по наклонению: −0,04 °/год в результате влияния гравитации Солнца и Луны. В конечном итоге, деградация высоты орбиты составила ≈4 км и наклонения в ≈0,3°.
Трёхосная система ориентации была основана на гироскопах, позволяющих стабилизировать аппарат с точностью 2—2,5° относительно надирной оси.
Система питания состояла из солнечных батарей, изготовленных в России и были предметом исследования деградации материала на орбите в долгом периоде. Такая же технология изготовления солнечных панелей была использования при постройке систем питания Международной космической станции. Наблюдение за состоянием солнечных панелей дало возможность оценить степень деградации выработки электроэнергии, которая составила не более 2 % в год (примерно 1 Ватт энергии) и к концу 6-го года полёта солнечные батареи вырабатывали 87 % от начального количества вырабатываемой энергии сразу после запуска. Напряжение бортового питания составляло 14,0 ± 0,6 Вольт.
Система терморегулирования поддерживала внутреннюю температуру аппарата в диапазоне −20…+10 °C, а температуру солнечных панелей в диапазоне −35…+30 °C. Отклонения температуры полностью совпадали с сезонным изменением потока солнечной энергии. Результаты наблюдения показали минимальную термическую деградацию в течение всего времени наблюдений.
Система связи аппарата была основана на четырёх радиоканалах диапазона дециметровых волн: 3 VHF (145 МГц, длина волны 2 м) и UHF (435 МГц, длина волны 70 см) мощностью передатчика 1 или 3 Ватта и эффективностью передачи 40 % и 50 % соответственно, а также тремя каналами L-диапазона (1270 МГц, длина волны 23 см). Передача данных осуществлялась на скоростях 1200 бод при помощи BPSK модуляции на передачу и частотной модуляции на приём и 9600 бод при помощи только частотной модуляции на приём и передачу. Канал приёма L-диапазона обеспечивал чувствительность −116 ДБм на скорости 1200 бод и −112 ДБм на скорости 9600 бод, канал на дециметровых волнах — −117 ДБм и −115 ДБм на скоростях 1200 бод и 9600 бод соответственно.
Стабильная радиосвязь со спутником наладилась на следующем витке полёта после старта и была устойчивой в течение 12 лет.

## Оборудование
Микроспутник был задуман как многозадачный аппарат для космических исследований, который нёс на борту шесть различных исследовательских приборов:
- ERIP (англ. Earth Remote Sensing Imaging Package) — панхроматическая CCD камера дистанционного зондирования Земли с полосой захвата 25 км на 31 км и разрешением 52 м/пикс на 60 м/пикс соответственно[31]. Использовалась также для оценки точности стабилизации спутника. Камера перестала работать стабильно после переэкспонирования[32], но камеру периодически продолжали использовать для кратковременных замеров[2].
- OM-2 (англ. Ozone Meter 2) — измеритель состояния озонового слоя Земли, основанный на измерении отражённого от атмосферы ультрафиолетового излучения, испускаемого Солнцем, на основе чего можно было судить о концентрации озона. Проработал 10 месяцев до поломки[31]. Сравнение результатов с приборами других космических аппаратов показало, что ошибка в определении концентрации озона составляла 11 %[32].
- SLRRE (англ. Satellite Laser Ranging Retroreflector) — экспериментальный лазерный отражатель, предназначенный для точного определения месторасположения спутника на орбите. После запуска было произведено множество замеров положения аппарата с разных станция слежения, расположенных по всем миру. Обработка данных прибора была возложена на российский ЦУП, точность измерения составила 10—20 м. С помощью лазерного отражателя было измерена относительная скорость после отсоединения от последней ступени ракеты-носителя, которая составила 0,319 м/с. Использовался только в начальной стадии работы спутника[32].
- SOREQ (от ивр. סורק‎ — сканер) — детектор протонов и тяжёлых частиц, прибор, который был постоянно задействован для регистрации частиц, исходящих с поверхности Земли. Было выявлено значительное количество частиц в регионе Южно-атлантической аномалии[32].
- SUPEX — эксперимент по измерению параметров высокотемпературных суперпроводников в условиях охлаждения в космическом пространстве. Под наблюдением были критическая температура, сопротивление и сила тока в материале как функции времени. Измерения показали, что нет фундаментальных проблем по деградации тонких проб высокотемпературного суперпроводника из YBa2Cu3O7[31] (T = 70 K) в космическом пространстве. После двух лет успешной работы прибора, постепенно деградирующая система охлаждения (0,5 K/год) стала неспособна сохранять температуру сверхпроводящего состояния образца материала и эксперимент был остановлен[33][32].
- X-ray detector — эксперимент по детектированию рентгеновского излучения. Заключался в тестировании детектора на основе CdZnTe (кадмий цинк теллур)[31], предназначенного для будущего рентгеновского телескопа, но неправильно выполненная предполётная калибровка не позволила использовать детектор для экспериментов[32] и он был прекращён в 1999 году[33].